# X-ファイル シーズン1
『X-ファイル』のシーズン1（全24話）は1993年9月10日にFOXでの放送が始まり、1994年5月13日に放送が終了した。

## スタッフ
- 製作総指揮:クリス・カーター、グレン・モーガン、ジェームズ・ウォン、ハワード・ゴードン、R・W・グッドウィン、ポール・ラブウィン
- 製作:デヴィッド・ナッター、ジョセフ・パトリック・フィン
- 音楽:マーク・スノウ

## キャスト

### 主要キャスト
- デヴィッド・ドゥカヴニー - フォックス・モルダー特別捜査官
- ジリアン・アンダーソン - ダナ・スカリー特別捜査官
- ジェリー・ハーディン - ディープ・スロート
- ウィリアム・B・デイヴィス - シガレット・スモーキング・マン
- ミッチ・ピレッジ - ウォルター・スキナーFBI副長官
- ブルース・ハーウッド - ジョン・フィッツジェラルド・バイヤース
- トム・ブレイドウッド - メルビン・フロヒキー
- ディーン・ハグランド - リチャード・ラングリー
- チャールズ・シオフィ - スコット・ブレヴィンス課長

### 主要ゲスト
- シーラ・ラーケン - マーガレット・スカリー
- ドン・S・デイヴィス - ウィリアム・スカリー
- リンゼイ・ギンター - クルー・カット・マン
- ダグ・ハッチソン - ユジーン・ヴィクター・トゥームス
- サラ・コスコフ - テレサ・ネンマン
- ザッカリー・アンズリー - ビリー・マイルズ
- スコット・ベリス - マックス・フェニグ
- ブラッド・ドゥーリフ - ルーサー・リー・ボッグス
- ジェリコ・イヴァネク - アーサー・グレイブル/ローランド・フュラー

## 製作

### 構想
1990年代初頭、クリス・カーターはFOXからテレビドラマの製作を持ちかけられていた。当時、カーターはウォルト・ディズニー・ピクチャーズでコメディ番組の製作に関わっていたが、ディズニーでの仕事に意義が見出せなかったため、FOXからの依頼を受けることにした。370万人のアメリカ人がエイリアンに誘拐された可能性があるという報道や、1974年のテレビドラマ『事件記者コルチャック』、ウォーターゲート事件といったものを手がかりに、カーターは『X-ファイル』の構想を練り上げていった。1992年にはパイロット版の脚本を書き上げた。
カーターの最初の企画書はFOX重役によって没にされた。数週間後、カーターはコンセプトを一新した企画書を持ち込み、パイロット版作製の許可を得た。パイロット版をさらに深く掘り下げるにあたって、カーターは当時『NYPDブルー』の製作を務めていたダニエル・サックハイムに協力を仰いだ。2人は1988年のドキュメンタリー映画『The Thin Blue Line』やイギリスのテレビドラマ『第一容疑者』から多くのものを得た。その中でも、カーターが若い頃に見た『事件記者コルチャック』や『トワイライトゾーン』の影響は大きかったという。また、パイロット版の執筆時に公開された『羊たちの沈黙』を鑑賞したカーターは主人公をFBI捜査官にすることを思いついた。そうすることで、主人公が様々な事件に関与するもっともらしい理由が生まれると感じたからである。さらに、カーターは『おしゃれ(秘)探偵』のように、主役2人をあくまでもプラトニックな関係にとどめることを決めた。
シーズン1制作中の早い段階で、カーターはテン・サーティーン・プロダクションズを設立した。それから、ロサンゼルスでパイロット版の撮影を始めた。しかし、イメージに合うロケ地（特に森林）が見つからなかったため、バンクーバーに移って撮影を行うことになった。野外での撮影が多かったため、通常1人で済むロケーション・マネジャーを2人雇わなければならなかった。

### キャスティング
当時、デヴィッド・ドゥカヴニーはロサンゼルスを拠点に俳優活動を始めてから3年が経過していた。ドゥカヴニーは映画を中心としたキャリアの構築を目指していたが、マネジャーのメラニー・グリーンから『X-ファイル』の『序章』の脚本を見せられる。その脚本が素晴らしいものだったので、ドゥカヴニーは主役のオーディションを受けることを決めた。ドゥカヴニーはオーディションを回想して「とても怖かった。」「ゆっくり話すよう心掛けた」と語っている。オーディションやって来たドゥカヴニーを見たカーターは「知的に見えない」と思ったという。そこで、カーターはドゥカヴニーに「来週からFBIの捜査官になった自分を想像できますか」と尋ねたという。それに対する答えを聞いたキャスティング監督はドゥカヴニーに対して大いに肯定的な評価を下した。また、カーターも「ドゥカヴニーは私があったことのある俳優の中でも、最高の脚本読解能力を持った人間の一人だ」と感じたという。俳優との契約権はFOXが保有していたが、カーターはドゥカヴニーの起用は間違いないと感じていたという。また、それが正しい選択であったとも確信していた。その予想通り、FOXはドゥカヴニーを起用した。モルダー役に決まったドゥカヴニーだが、その時点では、番組が9シーズンも続くほどの人気を獲得するとは思っていなかった。
スカリーのキャスティティングは難航した。カーターは当時24歳の舞台女優ジリアン・アンダーソン以外の起用は考えられないとしていたが、FOXの重役陣は「主役2人の恋愛関係を描くこと」「アンダーソンよりも背の高く、足が長い、ブロンドでグラマラスな女優を起用すること」を要求してきた。カーターは『こちらブルームーン探偵社』のような展開は避けるべきだと主張し、FOXの重役を説得することができた。
ウォルター・スキナー副長官は従来の「書類を押し付けてくる上司」というステレオタイプに反して構築されたキャラクターで、「眠れる獅子」のようなキャラクターである。ミッチ・ピレッジはシリーズに登場するほかの役のオーディションを受けていたが、落選し続けていた。そんな状況下で、製作スタッフから再度オーディションに来るようにとの通達が来て、ピレッジは困惑したという。困惑したままピレッジはカーターに会い、「あなたの演技は素晴らしいものでしたが、スキンヘッドに合う役がなかったのです。」と言われた。そして、ピレッジはウォルター・スキナー役のオーディションに挑み、気難しそうな男を演じて見せた。それを見たカーターは、ピレッジがこんなにも気難しさを醸し出せるのなら、スキナーは実際にはもっと親しみの持てる人間にしようと思ったという。スキナー役に決定したピレッジは「他の役に受からなかったことはむしろ幸運だったかもしれないと感じた。そのおかげで主要キャストに加われたのだから。」と当時を振り返って語っている。

### 脚本執筆
シリーズの製作が始まった頃、製作スタッフは番組が長期化するという見通しを持っていなかった。そのため、シリーズ全体の見通しが不透明であった。シリーズの根幹はエイリアンをめぐる陰謀であったが、製作陣はそれだけではシリーズ全体の勢いが持たないと判断し、モンスターや幽霊のエピソードを加えることにした。また、本筋とは関係のない形でエイリアンが登場するエピソードも執筆された（シーズン1第9話「宇宙」など）。
シーズン1の放送が終了する前に、製作スタッフは「ミソロジー」の主要概念の多くを考案していた。こうした概念はシリーズ全体を通して使われることになった。シーズン1では、シリーズ最大の敵、シガレット・スモーキング・マンが登場した。また、モルダーの妹、サマンサの誘拐事件に関しても早い段階から真相をほのめかすような描写がなされた。「ミソロジー」がはっきりとした形で視聴者に提示されたのはシーズン1最終話の「三角フラスコ」以降のことである。「三角フラスコ」はシーズン2が製作されるかどうかがまだ不透明だった1994年初頭にその脚本が執筆された。そのため、X-ファイル課の閉鎖が盛り込まれた。

## シーズン1の主題
クリス・カーターが『X-ファイル』の着想を『事件記者コルチャック』や『トワイライトゾーン』から得たとはいえ、カーター自身が語っているように、シリーズ全体のコンセプトはUFOに関する伝聞・言説に由来するものである。ジョン・エドワード・マックの一連の著作群（特に、「アメリカ人の3%がエイリアンに誘拐されたことがあると思っている」という研究）を読んだとき、カーターはシリーズの核となるテーマを発見したと思ったという。カーターは『事件記者コルチャック』のように主人公が行った先々で奇怪な事件に遭遇し、一般人がそれを見事に解決するという不自然な展開を避けようとした。そこで、超常現象に関する事件に特化したFBIの部署を設定に加えた。そうすることで、主人公2人が毎週のように怪事件に遭遇しても、視聴者が違和感を覚えにくくなった。構想の初期段階において、カーターは視聴者に違和感を抱かせないようにエピソードの大半を「超常現象かと思ったが、実はいたずらや偶然の類だった」というような内容にしようとしていた。しかし、主人公2人をFBI捜査官としたことで、このようなエピソードを作らずに済むようになった（ただし、シーズン3第20話「執筆」は例外であった）。
構想の初期の段階で、主人公の1人を「真実を追う者」に、もう一人を「懐疑主義者」にすることが決まっていた。「真実を追う者」とはフォックス・モルダーのことである。子供時代に妹サマンサの誘拐現場を目撃し、それが宇宙人の犯行だと信じている人間である。また、「懐疑主義者」とはダナ・スカリーのことである。スカリーは『羊たちの沈黙』に出てきたクラリス・スターリング捜査官にインスパイアされたキャラクターである。クラリス捜査官のように、「実際にいてもおかしくない」ようなキャラクターにする必要があると感じていたからこそ、カーターはFOX側の「セクシーな美女を起用しろ」という要求を拒否したのである。
『X-ファイル』では、エイリアンの陰謀を軸にしつつも、主軸とは関係のない様々なエピソードが展開されている。そのことに関して、ダニエル・サックハイムは「『X-ファイル』は決まったスタイルがないというスタイルのドラマなんだ。こうした不定形のスタイルは、製作スタッフ全員が視聴者を怖がらせるような小品映画を作ろうとして生まれたものなんだ」と語っている。

## 評価

### 視聴率
シーズン1第1話「序章」は1993年9月10日に放送され、1200万人が視聴した。これを視聴率に直すと15%である。第1話以降、視聴者数は低下の一途をたどり、第10話「堕ちた天使」では880万人の視聴者数にまで下落した。しかし、それ以降のエピソードでは視聴者数が増加に転じ、最終話「三角フラスコ」は1400万人が視聴した。
1993年度のテレビ番組の視聴者ランキングで『X-ファイル』は128番組中105位という結果に終わった。しかし、FOXにとっては予想外の人気を博したドラマであったため、シーズン2の製作が決定した。

### 批評家からの評価
シーズン1に対する批評家からの評価は好意的なものが多かった。『エンターテインメント・ウィークリー』は「テレビ番組の常識を覆すような作品。」と述べている。『バラエティ』は「物語は目新しく、キャラクターも魅力にあふれている。」「『X-ファイル』はその勢いと想像力でテレビ業界にイノベーションを引き起こした」と評している。IGNは「シーズン1のエピソードのいくつかはこれまでに見たことがないような作品で、卓越した作品に仕上がっている。」「テレビドラマの伝統とポッポカルチャーの流れがきちんと結びついている。」と述べている。『デジタル・ビッツ』はシーズン1にA評価を下し、「『X-ファイル』はこれまでとは違ったものを生み出すことに挑戦し、それを成し遂げた。」「フィルム・ノワールのような撮影手法も印象に残った。」と述べている。また、批評集積サイトのMetacriticには14件のレビューがあり、加重平均値は70/100となっている。
なお、批評家の一部から、シーズン1に放送された「影」「輪廻」「ローランド」の3話のプロットがあまりにも似すぎているとの批判があった。

## エピソード
| № | #  | タイトル                                   | 監督                     | 脚本                                    | 放送日         | プロダクション コード | 合衆国視聴世帯数 （百万） |
| --- | -- | ------------------------------------------ | ------------------------ | --------------------------------------- | -------------- | --------------------- | ------------------------- |
| 1 | 1  | "序章" Pilot"                              | ロバート・マンデル       | クリス・カーター                        | 1993年9月10日  | 1X79                  | 7.4                       |
| オレゴン州の森で若い女性の変死体が発見された。腰に奇妙な斑点が残っていた他は、これといった外傷はない。続いて第2、第3の死体が発見された。彼らは皆、同じ高校のクラスメートだった。FBIで、通常の捜査で解決できなかった事件“X-ファイル”を専門に担当するモルダー捜査官と、新たに着任したスカリー捜査官がこの奇妙な事件を捜査することになり、現場へと向かった。二人は死体解剖のため、3人目の死者の葬られた墓を掘り起こす。しかしそこから出てきたのは、人間ではなく異様な生物の死体であった。しかもその鼻孔には地球上には存在しない材質の金属片が埋め込まれていた。 |    |                                            |                          |                                         |                |                       |                           |
| 2 | 2  | "ディープ・スロート" Deep Throat"          | ダニエル・サックハイム   | クリス・カーター                        | 1993年9月17日  | 1X01                  | 6.9                       |
| ディープ・スロートは「内部告発者」の意。このエピソード以降、現れる謎の男のこと。UFO目撃のメッカ、アイダホ州のエレンズ空軍基地で、軍のテストパイロットが逃走し、やがて精神異常を理由に施設に収容されるという事件が起きた。モルダーは同様の事件が過去もこの地域で頻繁に起きていることを突き止め、不審に思って付近の聞き込みを始めた。ところが、政府筋の極秘情報を握っていると思われる謎の男が突然モルダーの元に現れ、捜査から手を引くよう促す。後に家族の元に帰ってきたパイロットに面会したモルダーは、この男の記憶に“人為”が施されていると確信し、地雷に囲まれたエレンズ空軍基地に潜入した。彼はそこで不思議な軌跡で飛ぶ、謎の飛行物体を目撃する。 |    |                                            |                          |                                         |                |                       |                           |
| 3 | 3  | "スクィーズ" Squeeze"                      | ハリー・ロングストリート | グレン・モーガン & ジェームズ・ウォン   | 1993年9月24日  | 1X02                  | 6.8                       |
| メリーランド州ボルチモアのオフィスビルの密室で殺人事件が発生する。被害者は肝臓を素手で抉り取られていた。程なく青年ユジーン・トゥームズが容疑者として逮捕される。1903年から30年おきに全く同種の事件が発生していることを調べたモルダーは、ユジーンが冬眠を繰り返しながら100年以上生きているミュータントで、再び冬眠に入るために人間の肝臓を狙っていると推測する。最初の事件の発生の地であり、ユジーンの生家である廃屋のマンションを探索したモルダーは、古紙で造られた「巣」を発見し確信を深める。しかしユジーンの脅威はスカリーにも迫っていた。 |    |                                            |                          |                                         |                |                       |                           |
| 4 | 4  | "導管" Conduit"                            | ダニエル・サックハイム   | アレックス・ガンサ & ハワード・ゴードン | 1993年10月1日  | 1X03                  | 5.9                       |
| UFO飛来で有名な、アイオワのオカポジー湖で少女が行方不明になった。そして過去のX-ファイルには、少女の母親の名前がこの湖でのUFO目撃者として記録されていた。彼女の家を訪ねたモルダーとスカリーは、少女の弟がテレビのノイズ画面を見ながら、紙に0と1の数字を黙々と書き取る姿を発見した。彼は、テレビから姉のメッセージを受け取っているのだという。捜査の途中、少女の遊び仲間が現れ、失踪の夜少女はボーイフレンドに逢う予定だったと告げる。そして、その男も行方不明になっていた。不審に思ったふたりはふたたび湖へと向かい、この男の死体を発見する。 |    |                                            |                          |                                         |                |                       |                           |
| 5 | 5  | "ジャージー・デビル" The Jersey Devil"     | ジョー・ナポリターノ     | クリス・カーター                        | 1993年10月8日  | 1X04                  | 6.2                       |
| ニュージャージー州のアトランティック・シティで、人間の歯形がついたホームレスの死体が発見された。モルダーは過去のX-ファイルをひもとき、1947年にもこの地域で同様の事件が起きていたことを知る。200年以上も前からニュージャージー州に伝わる伝説の野人、ジャージー・デビルの仕業なのか？聞き込み捜査を開始したモルダーは、他にもこの野人を目撃したという証言を複数得る。観光都市のイメージダウンを嫌う地元警察による妨害に遭いながら、モルダーはホームレス居住区で張り込みを敢行、ついに、裸同然で素早く走る野人の姿を確認する。しかも、その野人は女だった。 |    |                                            |                          |                                         |                |                       |                           |
| 6 | 6  | "影" Shadows"                              | マイケル・ラング         | グレン・モーガン & ジェームズ・ウォン   | 1993年10月22日 | 1X05                  | 5.6                       |
| フィラデルフィアでキャッシュ・ディスペンサーを利用しようとした女性が暴漢に襲われた。やがて犯人は路上で死体となって発見されたが、外傷ひとつ無いのに内部から首の骨を砕かれているという不思議な死に方をしていた。捜査を開始したモルダーとスカリーは、キャッシュ・ディスペンサーの防犯カメラに映っていた映像を調べた結果、被害者の女性と犯人以外の、別の人間の人影が横切っているのを発見する。そして、この女性のまわりには、他にもいろいろと不思議な現象が起こっていることが判明し、モルダーは超常現象による事件だと確信する。 |    |                                            |                          |                                         |                |                       |                           |
| 7 | 7  | "機械の中のゴースト" Ghost in the Machine" | ジェロルド・フリードマン | ハワード・ゴードン & アレックス・ガンサ | 1993年10月29日 | 1X06                  | 5.6                       |
| バージニア州のハイテク高層ビルで、新任の会長が感電死した。完全な密室での出来事で、手がかりが全くないため、担当捜査官はモルダーに協力を要請してきた。現場を検証したモルダーとスカリーは、そのビルが、コンピューターによる極めて高度な集中管理システムを採用していることを知る。このシステムの開発者である天才科学者で、最近解任されたばかりの前会長を重要参考人として聴取したふたりは、このコンピューターの人工知能が、予想を遥かに越える性能であることを知らされる。事実、このコンピューターはすでに自分の意志を持ち、暴走を始めていた。 |    |                                            |                          |                                         |                |                       |                           |
| 8 | 8  | "氷" Ice"                                  | デヴィッド・ナッター     | グレン・モーガン & ジェームズ・ウォン   | 1993年11月5日  | 1X07                  | 6.2                       |
| アラスカの研究所で科学者たちが互いに殺し合い、全員が死亡するという事件が起きた。モルダーとスカリーは真相を解明するために、他の科学者たちと現地へ急行。そこには、死んだ科学者たちが採取した25万年前のアイスコアのサンプルと、一匹の犬だけが生き残っていた。まもなく、この犬に噛まれたパイロットが暴れ出し、死亡した。体内からは不気味な幼虫のような生物が摘出された。地球外生命体の可能性があるこの生物が、研究者たちの死亡の原因であることが明らかになり、これを確保しようとするモルダーと、撲滅を主張するスカリーは口論の末互いに銃を向け合った。 |    |                                            |                          |                                         |                |                       |                           |
| 9 | 9  | "宇宙" Space"                              | ウィリアム・グラハム     | クリス・カーター                        | 1993年11月12日 | 1X08                  | 6.1                       |
| スペースシャトル打ち上げが土壇場で中止された2週間後、NASAの女性職員がモルダーに接触してきた。今回の中止には不審な点があり、次回の打ち上げにも不安がつきまとっているという。モルダーとスカリーはヒューストンの宇宙センターに行き、打ち上げの指揮を執るベルト中佐に会う。彼はこの女性職員が言うような不安材料は全くないと言い切るが、スカリーは中佐が何かを知っているような予感を抱く。この中佐は、かつてジェミニ8号で宇宙遊泳した際に、“何か”に遭遇した経験を持っていた。以来彼は、その遭遇の記憶を消し去ることができずに苦しんでいたのである。 |    |                                            |                          |                                         |                |                       |                           |
| 10 | 10 | "堕ちた天使" Fallen Angel"                 | ラリー・ショウ           | ハワード・ゴードン & アレックス・ガンサ | 1993年11月19日 | 1X09                  | 5.1                       |
| ウィスコンシン州で、深夜、山中に巨大な火の玉が出現。駆けつけた森林警備隊員が何者かに襲われ死亡した。同時刻、空軍の宇宙監視センターのレーダーが未確認飛行物体をとらえた。物体は山中に落下した模様。軍は事件を隠蔽するが、現場で回収作業をする兵士たちが謎の存在に襲われていく。調査に向かうモルダーは軍により拘束されそこでUFOによる誘拐経験者のマックスと知り合う。マックスは再び異星人に誘拐されると逃亡するが異星人を捕らえるため軍にも追われる。モルダーはマックスを助けようとするがその眼前でマックスは異星人に誘拐される。 |    |                                            |                          |                                         |                |                       |                           |
| 11 | 11 | "イヴ" Eve"                                | フレッド・ガーヴァー     | ケネス・ビラー & クリス・ブランカトー   | 1993年12月10日 | 1X10                  | 6.4                       |
| 3000マイルも離れたコネチカット州とカリフォルニア州で、同じ日の同じ時刻に、同じ手口の殺人事件が起きた。しかも、このふたりの被害者には、年齢も同じで顔もうりふたつの娘がいたのである。事件の関連性を調査するモルダーとスカリーは、このふたりの少女が体外受精児であり、この受精に関わった女医が遺伝子実験を行っていたことを突き止める。また、ディープ・スロートがもたらした情報によると、アメリカ政府は冷戦時代「リッチフィールド計画」なる極秘プロジェクトを進行させていたらしい。最強の兵士をつくるために、優性遺伝子をかけ合わせる実験を行っていたのだ。 |    |                                            |                          |                                         |                |                       |                           |
| 12 | 12 | "炎" Fire"                                 | ラリー・ショウ           | クリス・カーター                        | 1993年12月17日 | 1X11                  | 6.4                       |
| モルダーはスコットランドヤードからやってきた女性刑事から、不可解な放火事件の捜査への協力を依頼された。彼女はオックスフォード時代のモルダーの恋人で、ふたりの親しげな様子にスカリーは興ざめ状態。同じ頃、事件の放火犯から犯行予告を受け取っていた貴族が、英国からボストン郊外に引っ越してきた。しかも、その放火犯は管理人としてこの貴族の家に住み込むことに成功していた。彼は、自分の体から炎を自然発火させることができる不思議な能力を持っていた。ある日、ホテルで行われたパーティーにこの貴族が出席した際に、放火犯は子どもたちがいる部屋に火を放った。 |    |                                            |                          |                                         |                |                       |                           |
| 13 | 13 | "海の彼方に" Beyond the Sea"               | デヴィッド・ナッター     | グレン・モーガン & ジェームズ・ウォン   | 1994年1月7日   | 1X12                  | 6.2                       |
| スカリーの父親が急死した。悲しみをこらえ、仕事に取り組むスカリーが新たに直面した事件は、連続誘拐事件。犯人のこれまでの手口から、早く救出しないと被害者が殺害されるのは明白だった。そこへ、死刑執行を1週間後に控えたボックスという死刑囚から、自分の持つ超能力によって誘拐犯の居場所を教えるとの連絡が入る。彼は、それと引き替えに死刑の中止を要求してきたのだ。ふたりは半信半疑でボックスと面会する。モルダーはこの死刑囚の言葉を真っ向から否定するが、スカリーは、ボックスが両親の結婚式に流れた父の好きな歌を口ずさんだため、この男を無視することができなくなった。 |    |                                            |                          |                                         |                |                       |                           |
| 14 | 14 | "性を曲げるもの" Gender Bender"            | ロブ・ボウマン           | ポール・バーバー & ラリー・バーバー     | 1994年1月21日  | 1X13                  | 6.8                       |
| 女性と一緒にホテルにチェックインした男が死体で発見された。女性の身元を探るべく防犯カメラの映像を調べると退室したのは男の姿だった。さらに被害者の体から、通常の何百倍もの濃度のフェロモンが検出、事件は超常現象の匂いを漂わせ始める。モルダーとスカリーは、現場に残されていた粘土をヒントに、現代文明を拒絶し、郊外で集団生活を営む宗教団体の集落を訪れる。表向きには友好的だった教徒たちだったが、夜になると納屋の奥で不思議な儀式が催され、不気味さは否が応でも高まってくる。そして儀式の最中、死んだ男が女として生き返るのをモルダーは目撃した。“Gender Bender”は自動車追突事故の加害者の俗称（フェンダーを曲げるので）“Fender Bender”をもじったもので日本語で「おかまを掘る」と言われる通り性的な仄めかしも読み取れる。クライチェック役のニコラス・リーが端役で出演。この回での演技が評価され、後にクライチェック役に抜擢される。 |    |                                            |                          |                                         |                |                       |                           |
| 15 | 15 | "ラザロ" Lazarus"                          | デヴィッド・ナッター     | ハワード・ゴードン & アレックス・ガンサ | 1994年2月4日   | 1X14                  | 7.2                       |
| 銀行強盗逮捕のため、密告情報を得たスカリーはかつての同僚ウィリス捜査官とともに張り込んだ。撃ち合いの結果、強盗のデュプリは死亡、ウィリスは瀕死の重傷を負って病院へと運ばれる。まもなく息を引き取ったウィリスに、スカリーは電気ショックによる蘇生措置を施した。奇跡的に息を吹き返したウィリスだったが、となりのベッドにいたデュプリの霊魂が憑依してしまう。やがて捜査の現場に戻ってきたウィリス(＝デュプリ)は、スカリーを伴い、デュプリの妻であり強盗の共犯者であるルーラを逮捕しに向かう。そこでウィリスが銃を向けたのは、ルーラではなく、スカリーだった。 |    |                                            |                          |                                         |                |                       |                           |
| 16 | 16 | "再生" Young at Heart"                     | マイケル・ラング         | スコット・カウファー & クリス・カーター | 1994年2月11日  | 1X15                  | 6.8                       |
| かつてモルダーが検挙し、4年前に獄死したはずの連続殺人犯バーネットから、復讐を誓う挑戦状が届いた。筆跡鑑定の結果、間違いなく本人の字であり、しかも48時間以内に書かれたものであった。バーネットの消息を追ううちに、モルダーは刑務所で遺伝子操作の実験をしていた医師の存在を突き止める。この医師は、早老症の治療を研究するうちに、人間を若返らせることに成功したのだという。そして、その実験台にバーネットが使われたのであった。復讐に燃えるバーネットは、モルダーの元の同僚を殺害し、今度はスカリーを標的に選んでいた。モルダーは一計を案じる。 |    |                                            |                          |                                         |                |                       |                           |
| 17 | 17 | "E.B.E" E.B.E."                            | ウィリアム・グラハム     | グレン・モーガン & ジェームズ・ウォン   | 1994年2月18日  | 1X16                  | 5.8                       |
| ローン・ガンメン初登場エピソード。E.B.Eとは地球外生命体（Extraterrestrial Biological Entity）のこと。軍がUFOを撃墜する。現場近くに出くわしたトラック運転手が何か知っているとにらんだモルダーは行動を開始した。宇宙人にまつわる陰謀の核心に触れたエピソード。イラク上空に出現したUFOをイラク空軍が撃墜。NATOが回収した残骸と異星人を、米軍がトラックで移送しているらしい。情報を得たモルダーとスカリーは、トラックの運転手に接触するが、何の情報も得られない。積み荷の行方を追うモルダーに、ディープ・スロートが新たなUFO飛来の情報と写真をもたらした。しかし、スカリーの冷静な分析で、その写真は偽物であることが判明モルダーはディープ・スロートに偽の情報を流した意図を説明しろと迫る。異星人の存在を裏付ける物的証拠に遭遇する千載一遇のチャンスに巡り会ったモルダーは、とうとう、積み荷の最終目的地へたどり着く。                 |    |                                            |                          |                                         |                |                       |                           |
| 18 | 18 | "奇跡の人" Miracle Man"                    | マイケル・ラング         | クリス・カーター & ハワード・ゴードン   | 1994年3月18日  | 1X17                  | 7.1                       |
| 不治の病を治すといわれ、救世主としてあがめられる少年サミュエルが、最近治療を施した少女が死亡してしまった。この出来事にショックを受けたサミュエルが姿を消す一方で、かねてからサミュエル一派に反感を抱いていた保安官が、彼らを殺人罪で告訴しようと、モルダーらに捜査を依頼する。やがてサミュエルは逮捕されるが、モルダーは彼が自分の妹サマンサのことを言い当てたことに驚き、サミュエルの力は本物だと確信する。法廷では無罪になったサミュエルだが、彼の治療を受けに来た車椅子の少女に手をかざしたとたん、またもや少女が死亡してしまい、再び留置されてしまった。 |    |                                            |                          |                                         |                |                       |                           |
| 19 | 19 | "変形" Shapes"                             | デヴィッド・ナッター     | マリリン・オズボーン                    | 1994年4月1日   | 1X18                  | 7.2                       |
| モンタナ州のインディアンに伝わる伝説の獣「マニトゥ」が甦る。モンタナの牧場で家畜の殺害事件が多発していた。ある夜、見回りしていた牧場主が襲いかかる獣を射殺。ところが死体はインディアンの青年のものだった。捜査を開始したモルダーは、現場で奇妙な足跡と抜け殻のようなものを発見。スカリーも遺体の青年の犬歯が異常に発達しているのを発見した。モルダーは今回の事件が、1946年、当時のフーバーFBI長官によって作成された、X-ファイル第1号事件に酷似していることに気づいた。この地域では度々野獣が出てきては人間を襲っているらしい。そして、次の犠牲者が出てしまった。現場にはまたも野獣の爪が落ちていた。劇中、初代FBI長官エドガー・フーバーが関わった「X-ファイル」第1号について言及される。 |    |                                            |                          |                                         |                |                       |                           |
| 20 | 20 | "闇" Darkness Falls"                       | ジョー・ナポリターノ     | クリス・カーター                        | 1994年4月15日  | 1X19                  | 7.5                       |
| ワシントン州オリンピック国立公園の山中で、森林伐採の作業員30名が忽然と姿を消した。FBIは、森林伐採に強硬に反対する環境テロリストの仕業とみて、捜査を開始する。捜査を担当したモルダーは早速、スカリーと森林警備隊を連れ現地に向かう。そこでモルダー達は、繭に包まれ干からびた男の死体を発見する。それは作業員の死体であり、樹齢数百年の古木が伐採されたことにより出現した古代虫の仕業だった。 |    |                                            |                          |                                         |                |                       |                           |
| 21 | 21 | "続 スクィーズ" Tooms"                     | デヴィッド・ナッター     | グレン・モーガン & ジェームズ・ウォン   | 1994年4月22日  | 1X20                  | 8.1                       |
| モルダーはユジーンを逮捕することに成功した。だがユジーンは数ヵ月後の再審理で保護観察付きの釈放を言い渡される。自由の身となったユジーンは、冬眠に必要な残りの肝臓を狙い、再び動き出す。そしてモルダーとスカリーは二手に分かれ捜査を続行し、ユジーンを追い詰める。スキナー副長官の初登場エピソード。 |    |                                            |                          |                                         |                |                       |                           |
| 22 | 22 | "輪廻" Born Again"                         | ジェロルド・フリードマン | ハワード・ゴードン & アレックス・ガンサ | 1994年4月29日  | 1X21                  | 7.7                       |
| ニューヨーク州バッファローの街角で、迷子の少女が保護された。ところが、身元を聞き出そうと質問していた刑事が、取り調べ室の窓を破って転落死。室内にはふたりきりだったはずなのに、少女はもう一人の男がいたという。少女の証言をもとに作成したモンタージュは、かつて同じ警察署に勤め、9年前に殺された刑事にそっくりだった。モルダーたちが、転落死した刑事と似顔絵の刑事の関係を洗っている矢先、バスがドアにマフラーを挟んだまま走行、首を絞められて男が死ぬ事故が起こる。そして、そのバスの車内には、少女の姿があった。 |    |                                            |                          |                                         |                |                       |                           |
| 23 | 23 | "ローランド" Roland"                       | デヴィッド・ナッター     | クリス・ルッペンサール                  | 1994年5月6日   | 1X22                  | 7.4                       |
| ジェットエンジンの風洞実験が行われている研究室で、実験中に科学者が死亡した。現場にいたのは、IQ70にも満たない知的障害者の清掃員ローランドのみ。翌日、今度は違う科学者が殺され、数年前に死亡した天才科学者アーサー・グレーブル博士のコンピューター・ファイルが開かれていた。実はアーサーとローランドは双子の兄弟であり、アーサーの脳は来るべき脳移植の時代に備え、冷凍保存されていた。脳だけが生きていたアーサーはローランドの体を操り、エンジンの研究と邪魔者の殺人を行っていた。双子は遺伝子の組み合わせが等しいため、霊的な絆が強いと言う。日本の地上波では未放映。 |    |                                            |                          |                                         |                |                       |                           |
| 24 | 24 | "三角フラスコ<終章>" The Erlenmeyer Flask" | R・W・グッドウィン       | クリス・カーター                        | 1994年5月13日  | 1X23                  | 8.3                       |
| オープニングのスローガンである「TRUST NO ONE（誰も信じるな）」は作中のディープ・スロートの遺言である。警察と激しいカーチェイスの末、海に飛び込んだ男の傷口からは、緑色の体液が流れていた。男が乗っていた車の持ち主は、ベルービ博士という遺伝子研究の専門家であった。モルダーらは博士を訪ねるが、博士は事実関係を否定した直後に死亡してしまう。スカリーは博士の研究室から押収したフラスコの中身を分析するが、それは地球上には存在しない細菌だった。一方、ベルービ博士の背後関係を洗うモルダーは、とある倉庫にたどり着き、水槽の中で生息する奇妙な人間を発見する。しかし、翌日にはすべての証拠は隠滅されており、ディープ・スロートが政府筋の仕業であることをほのめかす。 |    |                                            |                          |                                         |                |                       |                           |